# 自给自足的经济
自给自足的经济是一种只以提供基本食物、衣服和住所为导向而不是以市场为导向的经济。這種經濟的目標是只要讓人生存下來就行。
通常自给自足的经济不需要货币，人們只需通過獲取的自然资源或者通過狩猎、采集以及自給農業就能滿足基本生存需求。在自给自足的经济中，多餘的非必需用品极少，人們有時會互相交換基本的生活用品，并且自给自足的经济中不存在工业化。 在以狩猎采集為主社会中，人類開發和利用自然资源的能力極其有限。
在城市出现之前，所有人类都生活在自给自足的经济中。